# Neoathyreus lyriferus
Neoathyreus lyriferus is een keversoort uit de familie cognackevers (Bolboceratidae). De wetenschappelijke naam van de soort werd in 1984 gepubliceerd door Henry Fuller Howden & Gill.